# Szürke tinamu
A szürke tinamu (Tinamus tao) a tinamualakúak (Tinamiformes) rendjébe, ezen belül a tinamufélék (Tinamidae) családjába tartozó faj.

## Rendszerezése
A fajt Coenraad Jacob Temminck holland arisztokrata és zoológus írta le 1815-ben.

## Alfajai
- Tinamus tao kleei (Tschudi, 1843)
- Tinamus tao larensis Phelps & Phelps, 1949
- Tinamus tao septentrionalis Brabourne & Chubb, 1913
- Tinamus tao tao Temminck, 1815[2]

## Előfordulása
Dél-Amerikában, Bolívia, Brazília, Kolumbia, Guyana, Ecuador, Peru és Venezuela területén honos. Természetes élőhelyei a szubtrópusi és trópusi síkvidéki és hegyi esőerdők, valamint másodlagos erdők. Állandó, nem vonuló faj.

## Megjelenése
Testhossza 49 centiméter, testtömege 1325-2080 gramm. Vékony, pikkelyes lába és csupasz nyaka, kicsi feje és súlyos teste van.

## Életmódja
Lehullott gyümölcsökkel, magvakkal, esetenként rovarokkal táplálkozik. Rossz repülő, ezért veszély esetén inkább a talajon fut el.

## Természetvédelmi helyzete
Az elterjedési területe rendkívül nagy, egyedszáma nagy, de gyorsan csökken. A Természetvédelmi Világszövetség Vörös listáján sebezhető fajként szerepel.